# Crossopalpus dilutipes
Crossopalpus dilutipes is een vliegensoort uit de familie van de Hybotidae. De wetenschappelijke naam van de soort is voor het eerst geldig gepubliceerd in 1906 door Strobl.